# Ni (lettera)
Il ni (maiuscolo Ν, minuscolo ν) è la tredicesima lettera dell'alfabeto greco, che rappresenta la consonante nasale alveolare /n/. Nel sistema numerale greco aveva il valore di 50 (con un trattino in alto a destra; col trattino in basso a sinistra, significava il numero 50 000).
Il nome della lettera, in greco antico, era νῦ, pronunciato [nyː]. La trascrizione latina ny corrispondeva, in età classica, alla pronuncia greca; col tempo, però, la pronuncia della y latina mutò in [i], e così la lettera è stata trascritta in italiano come ni (questa forma è usata nei licei classici, e in genere nell'ambito degli studi filologici). Esiste anche una variante nu, diffusa in ambito scientifico e tecnico, rara in altri ambiti.
Da questa lettera deriva l'equivalente lettera latina N.

## Gli usi

### In fisica
- ν è il simbolo della frequenza d'onda.
- ν indica genericamente il neutrino nella fisica delle particelle.
- ν è anche il simbolo con cui è indicata la viscosità cinematica.

### In chimica
- ν indica il numero di moli complessivo dei prodotti della dissociazione di un soluto nel coefficiente di van 't Hoff.

### In matematica
- ν si usa come simbolo per l'indice nello studio dei limiti.

### In statistica
- ν si utilizza come simbolo per i gradi di libertà

### In fonetica
- Il simbolo ʋ (simile alla lettera, ma con diversa codifica Unicode) è usato per rappresentare la consonante approssimante labiodentale nell'alfabeto fonetico internazionale.

### In ingegneria
- ν è il simbolo del rapporto di Poisson nei continui elastici lineari.